# Alliopsis fractiseta
Alliopsis fractiseta este o specie de muște din genul Alliopsis, familia Anthomyiidae. A fost descrisă pentru prima dată de Stein în anul 1908. Conform Catalogue of Life specia Alliopsis fractiseta nu are subspecii cunoscute.